# Gołdapiwo

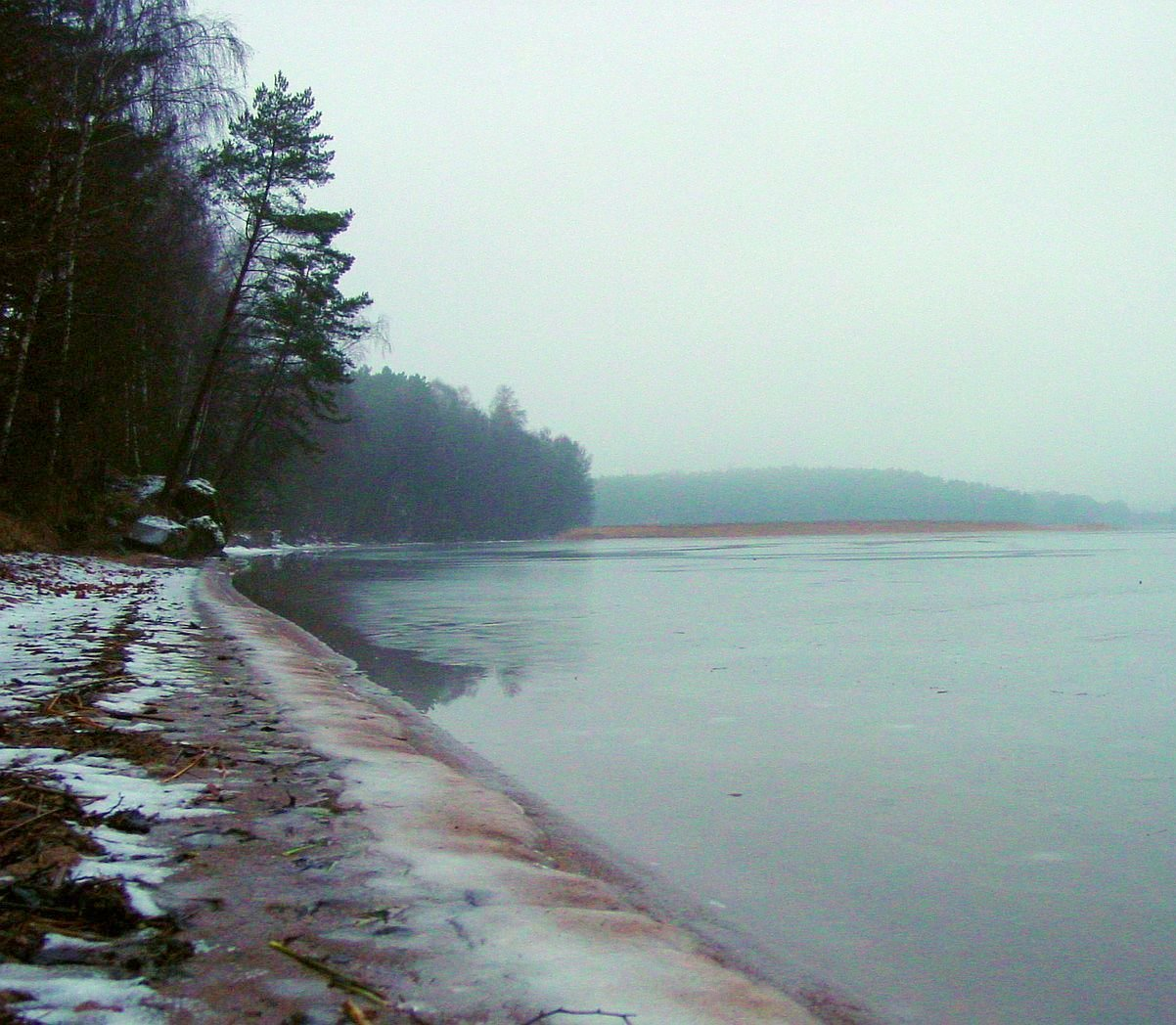
Południowy brzeg jeziora Gołdapiwo

Gołdapiwo, Gołdopiwo (niem. Goldapger See) – jezioro w północno-wschodniej części Krainy Wielkich Jezior Mazurskich, w gminie Kruklanki.
Powierzchnia jeziora 862 ha, maksymalna głębokość 26,9 m, długość 5,4 km, szerokość 2,7 km. Jezioro ma kształt owalny, jedynie w północno-wschodniej części ma wydłużona zatokę stanowiącą odrębne jezioro o nazwie Żabinki, otoczoną wzgórzami. Brzegi są z reguły wysokie, pagórkowate. Dostęp do jeziora jest tylko od północy, gdyż tam brzegi są częściowo zalesione. Przez jezioro Gołdapiwo przebiega szlak kajakowy rzeki Sapiny.
Niedaleko od zatoki Żabinki znajduje się wieś Żabinka. W granicach 4–6 km od wschodniego brzegu jeziora znajdują się lasy Puszczy Boreckiej. Gołdapiwo znajduje się w strefie ciszy na obrzeżach Puszczy Boreckiej, która jest siedliskiem żubrów.

## Nazwa
Nazwa jeziora, podobnie jak pobliskiej rzeki Gołdapa, czy miasta Gołdap ma pochodzenie prusko-jaćwieskie. W języku staropruskim galdo oznacza dolinę, podłużną nieckę, a ape rzekę. Z czasem a z pierwszego członu przeszło w obce o.
Jednocześnie istnieją wzmianki mówiące o tym, że pierwotnie nazwę zapisywano jako Dowgepywe (1340), czy Dalgabiba (1595), a dopiero w późniejszym okresie zaszła zmiana szyku Dołgapiwo na Gołdapiwo (1783; analogicznie do zmiany Łek – niem. Lyck – na Ełk). Następnie jezioro funkcjonowało pod nazwą Goldapin See, czy Goldapgar See (1928, 1940) oraz Goldapger See.